# Tengo miedo torero (pel·lícula)
Tengo miedo torero és una pel·lícula dramàtica xilena dirigida per Rodrigo Sepúlveda amb un guió adaptat de la novel·la homònima escrita per Pedro Lemebel.

## Producció
Des de fa molts anys, es manejava la idea d'adaptar al cinema la icònica novel·la de l'artista xilè Pedro Lemebel. El director Rodrigo Sepúlveda i Lemebel van estar fortament implicats en la idea. Va haver-hi moltes raons per les quals es va ajornar el projecte, incloent-hi falta de finançament, desacords entre les parts, drets d'autor per al treball cinematogràfic, l'autoria del guió, etc.
Hi havia molta especulació sobre els problemes entre tothom implicat en alguna cosa que el productor una vegada va dir el seu "projecte més ambiciós a la data."." Les complicacions arribaren al momen culminant després de la defunció de Lemebel en 2015.
Finalment en 2019 va ser anunciat que després de signar un preacord, la filmació començaria a càrrec del director Rodrigo Sepúlveda i amb un repartiment encapçalat per l'actor xilè Alfredo Castro (d'acord amb els propis desitjos de Lemebel). Al mateix temps, es va informar que dos músics i compositors de l'Argentina i Xile s'encarregarien de la música: la música incidental a càrrec de Pedro Aznar i l'arranjament i selecció de cançons (una part fonamental del treball sencer) per Manuel García. A més hi ha cançons del cantaor flamenco Diego el Cigala i de la cantautora peruana Eva Ayllón.
Posteriorment, l'actor mexicà Leonardo Ortizgris (Museo) i l'argentina Julieta Zylberberg (Relatos salvajes) s'unieren al repartiment, que va incloure als actors xilens Sergio Hernández (Gloria), Luis Gnecco (Neruda, El bosque de Karadima) i Amparo Noguera (Tony Manero).

## Argument
A Xile, any 1986 i en plena dictadura d'Augusto Pinochet, es desenllaça història d'un amor platònic entre "la Loca del Frente" (Castro), un vell travestit qui es dedica a brodar estovalles per les esposes de militars i viu en un empobrit cité de Santiago, i el jove Carlos (Ortizgris), un guerriller mexicà del Frente Patriótico Manuel Rodríguez. Aquests es troben després que La Loca escapés d'un club nocturn assaltat per Carabineros de Chile en ple show, assassinant a algunes de les llogateres, travestís, aquí presents. La posterior persecució de les forces policials a les persones que fugien del local provoquen que Carlos, que rondava pel carrer trobés i amagués a la dona, acció que acabaria enamorant-la del desconegut.
Amb el pas dels dies, la relació entre tots dos comença a canviar d'una trobada fortuïta, a ser amics pròxims, però amb La Loca coquetejant-li cada vegada que pot. Amb la condició de continuar veient al seu “príncep”, comença a complir-li favors que acabaran vinculant-la amb la planificació del Frente Patriótico per assassinar a Pinochet.

## Repartiment
- Alfredo Castro com "la loca del frente"
- Leonardo Ortizgris com "Carlos"
- Julieta Zylberberg com "Laura"
- Amparo Noguera com "Doña Olguita"
- Sergio Hernández com "Rana"
- Luis Gnecco com "Myrna"
- Ezequiel Díaz com "Lupe"
- Paulina Urrutia com "Doña Clarita"
- Gastón Salgado com " Cafiche"
- Erto Pantoja com "Guardaespaldas"
- Victor Montero com "Militar 1"
- Jaime Leiva com "Militar 2"
- Daniel Antivilo com "Toñita"
- Marcelo Alonso com "Chica del coro 1"
- Pedro Fontaine com "Chica del coro 2"
- Manuel Peña com "Chica del coro 3"
- Paula Leoncini com "Mujer detenida"

## Estrena
La pel·lícula va llançar la seva tràiler el 19 de juny de 2020. Un mes després, va ser anunciada la seva selecció per competir en la secció Giornate degli Autore de la 77a Mostra Internacional de Cinema de Venècia, estrenant-se en la funció de premsa i indústria del certamen el 3 de setembre de 2020.
El cap de setmana del 12 i 13 de setembre de 2020 va tenir lloc una preestrena via streaming a Xile, aconseguint-se, segons dades lliurades per la productora que no han estat verificats per un tercer, les 55 mil connexions per dispositiu encès entre tots dos dies, calculant-se uns 200 mil espectadors per part de la productora.